# 红白机编辑
Famicom Titler，又称红白机编辑，是经任天堂授权，夏普于1989年生产的红白机兼容机。主机仅在日本发行，零售价4.3万日元。这是唯一内部生成RGB视频，能通过S-Video端子输出的红白机系统，并以生成清晰的图像而知名。